# Xavo (peix)

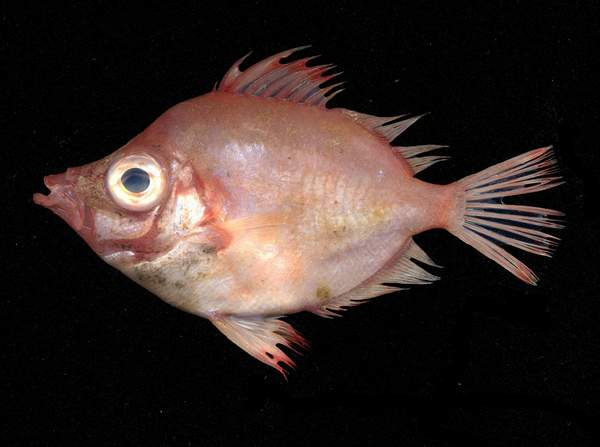
Exemplar de Sardenya

El xavo (castellanisme) o el gallet (de rei), galet, aguileta, mula, músic (Capros aper) és una espècie de peix pertanyent a la família dels caproids i comuna a les costes dels Països Catalans.

## Morfologia
- Fa 30 cm de llargada màxima, tot i que 13 n'és la més comuna.
- Cos curt, elevat, oval i comprimit lateralment.
- Té escates molt petites, adherents i eriçades de punts espinosos que, en tocar-lo, fa la impressió de paper de vidre.
- Perfil del cap còncau per sobre de l'ull.
- Ulls grans ben desenvolupats.
- Color vermellós al dors i vermell amb reflexos argentats al ventre, de vegades amb franges verticals grogues.
- Boca petita que pot obrir-se cap endavant, formant un tub llarg.
- Aletes de radis espinosos molt robustos.
- Nombre de vèrtebres: 21-23.
- Els mascles són més petits que les femelles.[6][7][8][9][10]

## Reproducció
Es reprodueix a la primavera i a l'estiu a la Mediterrània, i entre el juny i l'agost al sud-oest d'Irlanda.

## Alimentació
Es nodreix de cucs, mol·luscs i crustacis.

## Depredadors
A Portugal és depredat per Beryx decadactylus, Beryx splendens, el congre (Conger conger), el lluç (Merluccius merluccius), la mòllera roquera (Phycis phycis), el serrà mascle (Serranus atricauda), el besuc blanc (Pagellus acarne), el besuc de fonera (Pagellus bogaraveo), el peix sabre (Lepidopus caudatus), l'emperador (Xiphias gladius), la clavellada (Raja clavata) i la mussola caralló (Galeorhinus galeus).

## Hàbitat
És marí, demersal, de clima subtropical (62°N-10°N, 18°W-36°E) i viu sobre fons fangosos, sorrencs o rocallosos entre 40 i 600/700 m de fondària (entre 288 i 700 a l'est de la mar Jònica).

## Distribució geogràfica
Es troba a la Mediterrània (principalment, a la part occidental) i a l'Atlàntic oriental (des de l'oest de Noruega, Skagerrak, les illes Shetland i l'oest d'Escòcia fins al Senegal, incloent-hi les illes Açores, Canàries i Madeira).

## Costums
És gregari i forma moles.

## Ús comercial
Se'n captura amb arts d'arrossegament, però no és apreciat gastronòmicament car té molta espina. La seua pesca no està regulada ni té talla mínima legal.

## Observacions
- En alguns indrets han esdevingut plagues.[53]
- Pot nedar cap enrere amb la mateixa facilitat que ho fa cap endavant.[54]
- Tolera molt bé la vida en captivitat dins d'un aquari.[55]
- És inofensiu per als humans.[10]